# Pärnu

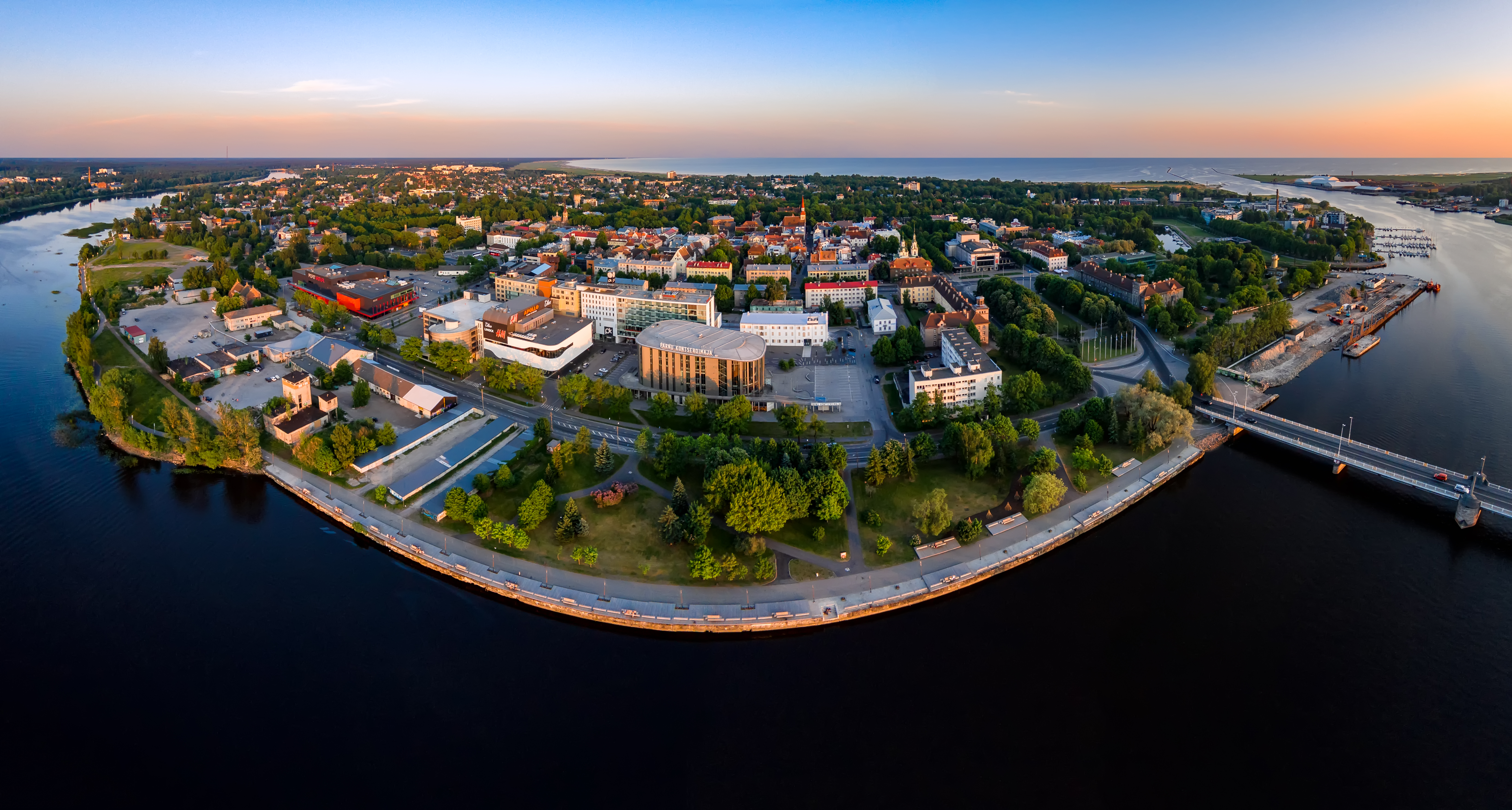
Trung tâm thành phố Pärnu ngày 30.06.2016

Pärnu là thành phố lớn thứ năm của đất nước Estonia. Thành phố có dân số 44.083 người.
Thành phố nằm bên vịnh Pärnu, một nhánh của vinh Riga trên biển Baltic. Đây là một thành phố du lịch với các bãi tắm, cơ sở phục vụ du khách. Sông Pärnu chảy qua thành phố. Thành phố có sân bay Pärnu.

## Dân số học

### Thay đổi dân số theo năm
| Năm    | 1881   | 1897   | 1922   | 1934   | 1959   | 1970   | 1979   | 1989   | 2000   | 2011   | 2012   |
| ------ | ------ | ------ | ------ | ------ | ------ | ------ | ------ | ------ | ------ | ------ | ------ |
| Dân số | 12,966 | 12,898 | 18,499 | 20,334 | 22,367 | 50,224 | 54,051 | 53,885 | 45,500 | 39,728 | 40,401 |

### Dân tộc
| Quốc tịch      | Cuộc điều tra dân số năm 2000 | Cuộc điều tra dân số năm 2000 | Cuộc điều tra dân số năm 2011 | Cuộc điều tra dân số năm 2011 |
| Quốc tịch      | Number                        | %                             | Number                        | %                             |
| -------------- | ----------------------------- | ----------------------------- | ----------------------------- | ----------------------------- |
| Người Estonia  | 36,112                        | 79.37                         | 33,000                        | 83.07                         |
| Người Nga      | 6,951                         | 15.28                         | 5,076                         | 12.78                         |
| Người Ukraina  | 966                           | 2.12                          | 671                           | 1.69                          |
| Người Phần Lan | 331                           | 0.73                          | 254                           | 0.64                          |
| Người Belarus  | 297                           | 0.65                          | 179                           | 0.45                          |
| Tổng           | 45,500                        | 45,500                        | 39,728                        | 39,728                        |

### Ngôn ngữ
| Ngôn ngữ       | Cuộc điều tra dân số 2000 | Cuộc điều tra dân số 2000 | Cuộc điều tra dân số 2011 | Cuộc điều tra dân số 2011 |
| Ngôn ngữ       | Number                    | %                         | Number                    | %                         |
| -------------- | ------------------------- | ------------------------- | ------------------------- | ------------------------- |
| Tiếng Estonia  | 35,928                    | 78.96                     | 32,762                    | 82.47                     |
| Tiếng Nga      | 8,360                     | 18.37                     | 6,263                     | 15.77                     |
| Tiếng Ukraina  | 426                       | 0.94                      | 245                       | 0.62                      |
| Tiếng Phần Lan | 163                       | 0.36                      | 129                       | 0.33                      |
| Tiếng Belarus  | 100                       | 0.22                      | 32                        | 0.08                      |
| Tổng           | 45,500                    | 45,500                    | 39,728                    | 39,728                    |

## Khí hậu
Pärnu nằm trong vùng lục địa ôn đới ẩm.
| Dữ liệu khí hậu của Pärnu (1981–2010)   | Dữ liệu khí hậu của Pärnu (1981–2010) | Dữ liệu khí hậu của Pärnu (1981–2010) | Dữ liệu khí hậu của Pärnu (1981–2010) | Dữ liệu khí hậu của Pärnu (1981–2010) | Dữ liệu khí hậu của Pärnu (1981–2010) | Dữ liệu khí hậu của Pärnu (1981–2010) | Dữ liệu khí hậu của Pärnu (1981–2010) | Dữ liệu khí hậu của Pärnu (1981–2010) | Dữ liệu khí hậu của Pärnu (1981–2010) | Dữ liệu khí hậu của Pärnu (1981–2010) | Dữ liệu khí hậu của Pärnu (1981–2010) | Dữ liệu khí hậu của Pärnu (1981–2010) | Dữ liệu khí hậu của Pärnu (1981–2010) |
| Tháng                                   | 1                                     | 2                                     | 3                                     | 4                                     | 5                                     | 6                                     | 7                                     | 8                                     | 9                                     | 10                                    | 11                                    | 12                                    | Năm                                   |
| --------------------------------------- | ------------------------------------- | ------------------------------------- | ------------------------------------- | ------------------------------------- | ------------------------------------- | ------------------------------------- | ------------------------------------- | ------------------------------------- | ------------------------------------- | ------------------------------------- | ------------------------------------- | ------------------------------------- | ------------------------------------- |
| Cao kỉ lục °C (°F)                      | 9.0 (48.2)                            | 8.3 (46.9)                            | 18.1 (64.6)                           | 26.2 (79.2)                           | 31.2 (88.2)                           | 32.6 (90.7)                           | 33.2 (91.8)                           | 31.8 (89.2)                           | 28.0 (82.4)                           | 22.4 (72.3)                           | 12.0 (53.6)                           | 10.3 (50.5)                           | 33.2 (91.8)                           |
| Trung bình ngày tối đa °C (°F)          | −1.1 (30.0)                           | −1.6 (29.1)                           | 2.4 (36.3)                            | 9.6 (49.3)                            | 16.4 (61.5)                           | 19.9 (67.8)                           | 22.5 (72.5)                           | 21.2 (70.2)                           | 15.8 (60.4)                           | 9.8 (49.6)                            | 3.6 (38.5)                            | 0.2 (32.4)                            | 9.9 (49.8)                            |
| Trung bình ngày °C (°F)                 | −3.5 (25.7)                           | −4.5 (23.9)                           | −1.0 (30.2)                           | 4.8 (40.6)                            | 11.4 (52.5)                           | 15.2 (59.4)                           | 18.0 (64.4)                           | 16.9 (62.4)                           | 11.9 (53.4)                           | 6.9 (44.4)                            | 1.6 (34.9)                            | −1.9 (28.6)                           | 6.3 (43.3)                            |
| Tối thiểu trung bình ngày °C (°F)       | −5.9 (21.4)                           | −7.2 (19.0)                           | −4 (25)                               | 1.1 (34.0)                            | 6.6 (43.9)                            | 10.8 (51.4)                           | 13.7 (56.7)                           | 13.0 (55.4)                           | 8.5 (47.3)                            | 4.2 (39.6)                            | −0.5 (31.1)                           | −4.4 (24.1)                           | 3.0 (37.4)                            |
| Thấp kỉ lục °C (°F)                     | −32.7 (−26.9)                         | −28.5 (−19.3)                         | −22.7 (−8.9)                          | −10.7 (12.7)                          | −3.6 (25.5)                           | 1.6 (34.9)                            | 4.0 (39.2)                            | 3.7 (38.7)                            | −3.1 (26.4)                           | −10.3 (13.5)                          | −22.2 (−8.0)                          | −24.2 (−11.6)                         | −32.7 (−26.9)                         |
| Lượng Giáng thủy trung bình mm (inches) | 60 (2.4)                              | 44 (1.7)                              | 44 (1.7)                              | 37 (1.5)                              | 37 (1.5)                              | 73 (2.9)                              | 79 (3.1)                              | 79 (3.1)                              | 67 (2.6)                              | 83 (3.3)                              | 75 (3.0)                              | 67 (2.6)                              | 746 (29.4)                            |
| Độ ẩm tương đối trung bình (%)          | 88                                    | 86                                    | 82                                    | 75                                    | 70                                    | 74                                    | 76                                    | 79                                    | 83                                    | 86                                    | 89                                    | 89                                    | 81                                    |
| Số giờ nắng trung bình tháng            | 35.9                                  | 67.9                                  | 130.7                                 | 198.7                                 | 288.9                                 | 281.3                                 | 297.4                                 | 246.9                                 | 159.7                                 | 95.5                                  | 39                                    | 26.1                                  | 1.863,6                               |
| Nguồn: Estonian Weather Service         |                                       |                                       |                                       |                                       |                                       |                                       |                                       |                                       |                                       |                                       |                                       |                                       |                                       |